# Liste der Stolpersteine in Swisttal
Die Liste der Stolpersteine in Swisttal enthält die Stolpersteine, die im Rahmen des gleichnamigen Kunst-Projekts von Gunter Demnig in Swisttal verlegt wurden. Mit ihnen soll an die Opfer des Nationalsozialismus erinnert werden, die in Swisttal lebten und wirkten.

## Verlegte Stolpersteine
| Stolperstein | Inschrift                                                                                              | Verlegeort       | Name, Leben                                 |
| ------------ | --- | ---------------- | ------------------------------------------- |
|              | HIER WOHNTE ADOLF ABRAHAM MOSES JG. 1897 DEPORTIERT 1942 MINSK ERMORDET 1942 MALY TROSTINEC            | Kirchstraße 36   | Adolf Abraham Moses (1897–1942/45)          |
|              | HIER WOHNTE ALEXANDER MOSES JG. 1936 DEPORTIERT 1942 MINSK ERMORDET 1942 MALY TROSTINEC                | Kirchstraße 36   | Alexander Moses (1936–1942/45)              |
|              | HIER WOHNTE GELA MOSES GEB. FRÖHLING JG. 1915 DEPORTIERT 1942 MINSK ERMORDET 1942 MALY TROSTINEC       | Kirchstraße 36   | Gela Moses geb. Fröhling (1915–1942)        |
|              | HIER WOHNTE HELENA MÜNCH GEB. MEYER JG. 1879 DEPORTIERT 1942 ERMORDET IM BESETZTEN POLEN               | Kölner Straße 55 | Helena Münch geb. Meyer (1879–1942/45)      |
|              | HIER WOHNTE IRENE STEINHARDT JG. 1928 DEPORTIERT 1942 MINSK ERMORDET IN MALY TROSTINEC                 | Kirchstraße 30   | Irene Steinhardt (1928–1942/45)             |
|              | HIER WOHNTE JAKOB STEINHARDT JG. 1899 DEPORTIERT 1942 MINSK ERMORDET IN MALY TROSTINEC                 | Kirchstraße 30   | Jakob Steinhardt (1899–1942/45)             |
|              | HIER WOHNTE KATHARINA STEINHARDT GEB. MEYER JG. 1862 DEPORTIERT 1942 THERESIENSTADT ERMORDET 31.8.1942 | Kirchstraße 30   | Katharina Steinhardt geb. Meyer (1899–1862) |
|              | HIER WOHNTE PAULA STEINHARDT GEB. LEVY JG. 1895 DEPORTIERT 1942 MINSK ERMORDET IN MALY TROSTINEC       | Kirchstraße 30   | Paula Steinhardt geb. Levy (1895–1942/45)   |

## Verlegedaten
Die Stolpersteine wurden an folgende Tagen verlegt: 
- 19. Dezember 2015: Kirchstraße 30, Kirchstraße 36
- 10. Dezember 2020: Kölner Straße 55